# Helen Sawyer Hogg

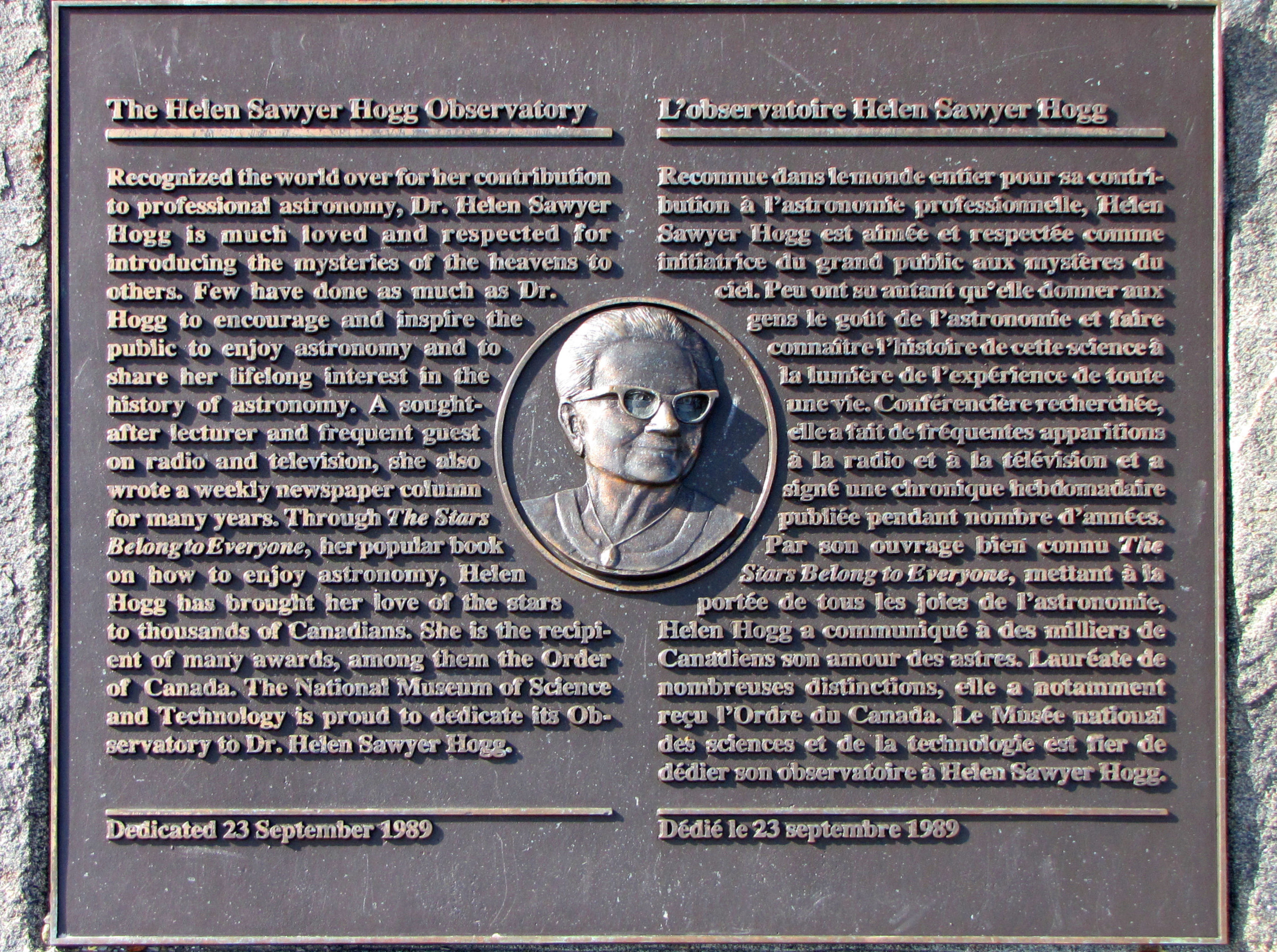
Minnesplatta över Helen Sawyer Hogg på Kanadas Science and Technology Museum.

Helen Sawyer Hogg, född den 1 augusti 1905 i Lowell, Massachusetts, USA, död den 28 januari 1993 i Richmond Hill, Ontario, Kanada, var en amerikansk-kanadensisk astronom som är mest känd för sin forskning på klotformiga stjärnhopar.
Hogg var den första kvinnliga presidenten för flera astronomiska organisationer och en anmärkningsvärd vetenskapskvinna i en tid då många universitet inte skulle tilldela vetenskapliga examina till kvinnor. Hennes vetenskapliga påverkansarbete och journalistik omfattar astronomikolumner i Toronto Star ("With the Stars", 1951–1981) och Journal of the Royal Astronomical Society of Canada ("Out of Old Books", 1946–1965). Hon ansågs vara en "stor vetenskapsman och en älskvärd person" under en karriär på sextio år.

## Biografi
Hogg var andra dotter till bankiren Edward Everett Sawyer och före detta läraren Carrie Douglass Sawyer. Hon tog examen vid Lowell High School vid 15 års ålder, men valde att stanna ett år till innan hon lämnade för att börja på Mount Holyoke College 1922.
Efter att ha tagit examen från gymnasiet skrev Hogg in sig på Mount Holyoke College. Trots att hon nästan hade avslutat en kemiexamen ändrade hon sitt huvudämne från kemi till astronomi efter att ha deltagit i inledande astronomikurser med Anne Sewell Young under sitt juniorår (1925). Dr. Sewell tog med sin klass för att se solförmörkelsen den 24 januari 1925 och ett år senare kom Annie Jump Cannon, en astronom som arbetar vid Harvard University, för att besöka Mount Holyoke. Hogg framhöll dessa erfarenheter som avgörande händelser som ledde till hennes karriär inom astronomin. År 1926 avslutade Hogg sin grundexamen i astronomi och tog examen med distinktionsbetyg.
Efter examen från Mount Holyoke fick Hogg ett stipendium för forskarutbildning vid Harvard Observatory hösten 1926 med hjälp av Dr. Cannon. En gång vid Harvard arbetade Hogg med Dr. Harlow Shapley, chef för forskarutbildningen i astronomi. Enligt dr Shapleys förväntningar och arbetsmoral arbetade Hogg hårt, långa timmar med att mäta storleken och ljusstyrkan på klotformiga stjärnhopar och publicerade flera artiklar. Hon tog sin magisterexamen 1928 och sin doktorsexamen 1931, båda från Radcliffe College, eftersom Harvard vägrade att tilldela examen i vetenskap till kvinnor vid den tiden.
För sina framsteg inom astronomi fick Hogg hedersdoktorat vid sex kanadensiska och amerikanska universitet, bland andra Mount Holyoke College och University of Toronto.
Hogg dog av en hjärtattack den 28 januari 1993 i Richmond Hill, Ontario. En dödsruna skriven om hennes bidrag till fysik och astronomi trycktes i Journal of the Royal Astronomical Society of Canada.

## Vetenskapligt arbete
Hogg tog sin doktorsexamen och undervisade i astronomi vid Mount Holyoke och Smith College. Efter examen flyttade hon till Victoria, British Columbia, där hon började forska vid Dominion Astrophysical Observatory. Hon började ta bilder av variabla stjärnor med 72-tumsteleskopet och katalogiserade de cykliska förändringarna i de variabla stjärnornas ljusstyrka. Vid Dominion Astrophysical Observatory hittade Hogg 132 nya variabla stjärnor i den klotformiga stjärnhopen Messier 2. Hon publicerade detta banbrytande arbete i astronomiska kataloger som fortfarande används ännu idag. Det är notervärt att Hogg fullgjorde allt detta som en volontärassistent till sin man, eftersom Dominion Astrophysical Observatory inte erbjöd henne någon anställning.
År 1935 flyttade Hogg till University of Toronto, efter att hennes man hade fått ett erbjudande om att arbeta vid David Dunlap Observatory. Under sitt första år där fortsatte hon sitt arbete med att fotografera klotformiga stjärnhopar och samlade tusentals fotografier som hon använde för att identifiera många tusentals variabla stjärnor. Hon publicerade 1939 Catalogue of 1116 Variable Stars in Globular Clusters, den första av tre kataloger hon färdigställde, med en fjärde under arbete vid tidpunkten för hennes död. Förutom sitt arbete med variabla stjärnor i klotformiga stjärnhopar använde Hogg förhållandet mellan period och luminositet i Cepheid-variabla stjärnor (upptäckta av Henrietta Swan Leavitt 1908) för att öka förståelsen av ålder, storlek och struktur för Vintergatans galax.
Under slutet av 1930-talet blev Hogg en av de första astronomerna som reste och arbetade runt om i världen för att främja sin forskning, eftersom de klotformiga hoparna hon observerade bäst sågs från södra halvklotet.
Från 1939 till 1941 var Hogg tillbaka i Amerika för att fungera som ordförande för American Association of Variable Star Observers (1939–1941) och tillförordnad ordförande för Mount Holyokes astronomiavdelning (1940–1941). När hon återvände till David Dunlap Observatory tog hon på sig undervisningsuppgifter vid University of Toronto, till stor del som ett resultat av att manlig personal var borta på grund av andra världskriget. För att behålla sin position när männen kom tillbaka från kriget, avancerade hon till biträdande professor 1951, docent 1955, professor 1957, och professor emerita 1976 vid hennes pensionering. Under sin forskningkarriär publicerade Hogg mer än 200 rapporter, och var en ledande auktoritet inom astronomi.

## Vetenskapligt inflytande
Hogg begränsade sig inte till att publicera sin astronomiska specialitet av variabla stjärnor i klotformiga stjärnhopar, utan skrev även om astronomins historia genom sin kolumn "Out of Old Books", som publicerades i Journal of the Royal Astronomical Society of Canada. Hon var också känd för de 30 åren som hon skrev sin veckokolumn "With the Stars", som publicerades i Toronto Star. Dessutom populariserade Hogg astronomi med sin bok The Stars Belong to Everyone, 1976, med en TV-serie på kanadensisk utbildningstelevision 1970 och sin roll som grundande ordförande av Canadian Astronomical Society. Hon uppmuntrade också aktivt kvinnor till att ägna sig åt vetenskap.
Förutom sitt påverkans- och medvetenhetsarbete ledde Hogg flera kanadensiska astronomiska och vetenskapliga organisationer och satt i styrelsen för Bell Telephone Company of Canada från 1968 till 1978". Hon var också chef för National Science Foundations astronomiprogram, och i denna position medverkade hon i uppgiften med att bestämma platser för National Radio Astronomy Observatory och för Kitt Peak National Observatory 1955. År 1960 blev hon den första kvinnliga presidenten för sektionen för fysikalisk vetenskapen av Royal Society of Canada, liksom den första kvinnliga ordföranden för Royal Canadian Institute (1964-1965)".

### Priser och utmärkelser

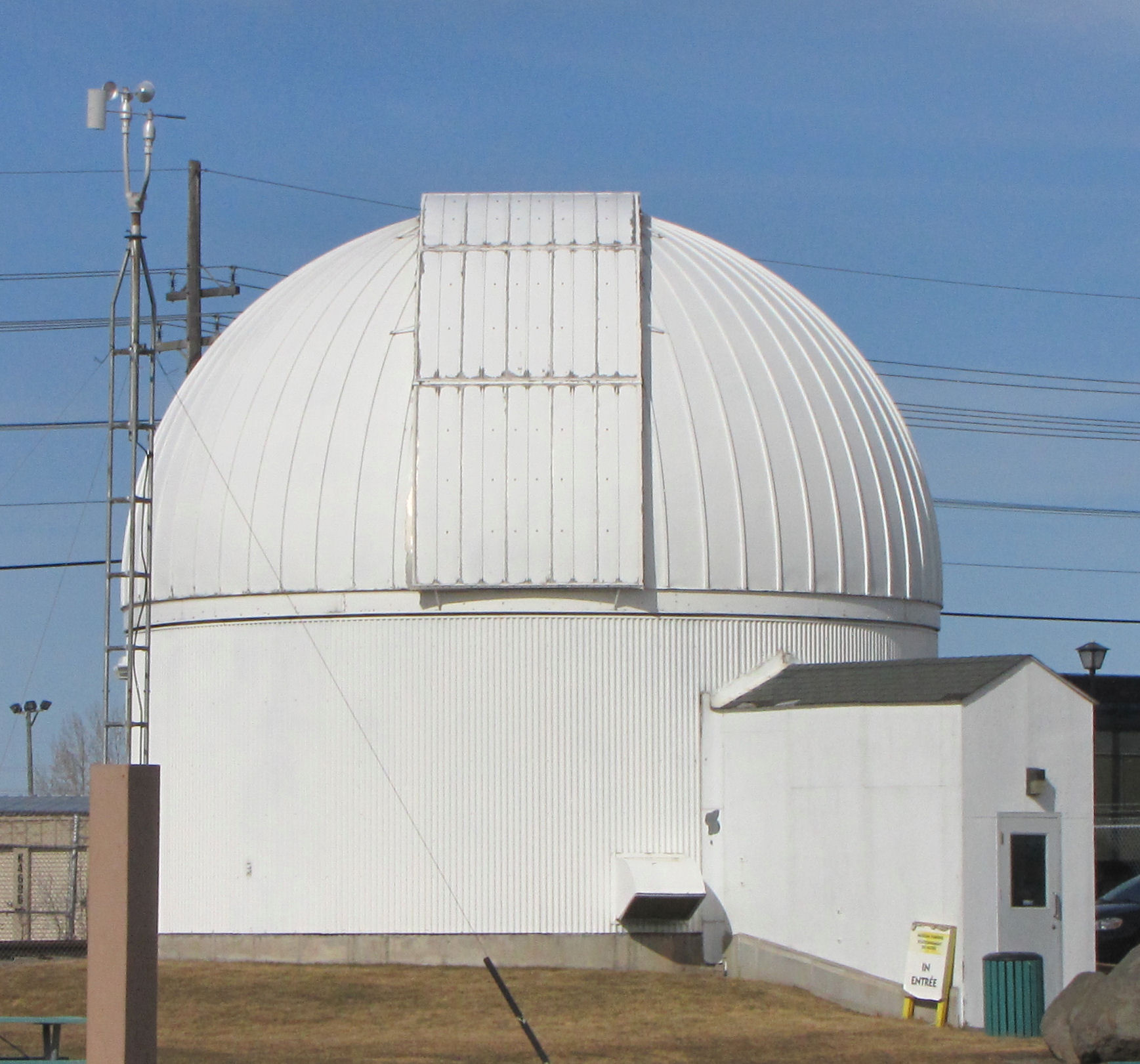
The Helen Sawyer Hogg-observatoriet

### Priser
- Annie Jump Cannon Award in Astronomy, 1949, av the American Astronomical Society[14]
- Klumpke-Roberts Award, 1984, av the Astronomical Society of the Pacific[7]
- Sandford Fleming Award, 1985, av the Royal Canadian Institute [15]
- Rittenhouse Astronomical Society Silver Medal,1967[12]
- The Centennial Medal of Canada,1967[16]

## Hedersbetygelser
- Tilldelad the Order of Canada 1968, och befordrad till Companion 1976 – ansedd som en av landets förnämsta hedersbetygelser.[6]
- The National Museum of Science i Ottawa, Ontario, är dedicerat till Hogg, liksom University of Toronto-teleskopet vid dess Southern University observatory i Chile.[7]
- Hogg var 2004 postumt invald I the Canadian Science and Engineering Hall of Fame.[17][18]
- The University of Waterloo i Ontario, Canada erbjuder Helen Sawyer Hogg-stipendiet i astronomi på 500 CAD till doktorander i ämnet. [19]

### Namngivning
Asteroiden 2917 Sawyer Hogg är uppkallad efter henne.